# Lomelosia oberti-manettii
Lomelosia oberti-manettii är en tvåhjärtbladig växtart som först beskrevs av Renato Pampanini, och fick sitt nu gällande namn av W. Greuter och Burdet. Lomelosia oberti-manettii ingår i släktet Lomelosia och familjen Dipsacaceae. Inga underarter finns listade i Catalogue of Life.